# Formiciinae
Formiciinae (лат.) — ископаемое подсемейство гигантских муравьёв (Formicidae), размах крыльев которых достигал 15 см. Не путать с современным подсемейством Formicinae.

## Статус
Крупнейшие представители муравьёв, как их современной, так и вымершей фауны. Подсемейство Formiciinae — это полностью вымершая группа муравьёв из среднего эоцена, которая была впервые описана в 1854 году и выделена в отдельное подсемейство в 1986 году. Род Formicium включает муравьёв с самым большим размахом крыльев до 15 см. Общий размер тела около 4—7 см. Длина тела самки Formicium giganteum достигала 7 см.
Из современных видов крупными размерами (до 3 см) обладают рабочие муравьи Camponotus gigas (Formicinae), виды рода Dinoponera (Ponerinae) и муравей-бульдог Myrmecia brevinoda (Myrmeciinae). И только самки кочевых муравьёв Dorylus wilverthi (Dorylinae) достигают 5 см. Причем, ареалы их не перекрываются и обитают они только в странах с жарким тропическим климатом. В то же время представители Formiciinae были распространены в Северном полушарии (Северная Америка и Европа).

## Систематика
Подсемейство Formiciinae включает 2 ископаемых рода и 6 видов муравьёв. В 2011 году был описан новый вид Titanomyrma lubei Archibald et al., 2011, который отнесли к этому же подсемейству, включив в род Titanomyrma Archibald et al., 2011, в который также перенесли два ранее известных вида из рода Formicium.
- † Formicium Westwood, 1854[3]
  - † Formicium berryi Carpenter, 1929 — США
  - † Formicium brodiei Westwood, 1854typus — Англия
  - † Formicium mirabile Cockerell, 1920[4] — Англия
- † Titanomyrma Archibald et al., 2011[2]
  - † Titanomyrma gigantea Lutz, 1986 (=Formicium giganteum) — Германия
  - † Titanomyrma lubei Archibald et al., 2011[2] — США
  - † Titanomyrma simillimum Lutz, 1986 (=Formicium simillimum) — Германия